# Formica naefi
Formica naefi är en myrart som beskrevs av Heinrich Kutter 1957. Formica naefi ingår i släktet Formica och familjen myror. Inga underarter finns listade i Catalogue of Life.